# Deda (gmina)
Deda – gmina w Rumunii, w okręgu Marusza. Obejmuje miejscowości Bistra Mureșului, Deda, Filea i Pietriș. W 2011 roku liczyła 4113 mieszkańców.